# 윈도우 10의 제거된 기능 목록
윈도우 10은 윈도우 NT의 버전 이자 윈도우 8.1의 후속 버전이다. 운영 체제의 일부 기능은 윈도우 8 및 윈도우 8.1과 비교하여 제거되었으며 제공되는 기능의 추가 변경 사항은 윈도우 10에 대한 후속 기능 업데이트에서 발생했다.

## 버전 1507(RTM)에서 제거된 기능

### 윈도우 쉘
- 참 이 제거되고 관리 센터 로 대체된다.[1][2][3] Windows 런타임 앱에서는 이전에 사용해야 했던 기능에 액세스하는 데 사용할 수 있는 메뉴 버튼이 제목 표시줄에 나타난다.[4]
- 사용자는 더 이상 Microsoft 계정과 연결된 모든 장치에서 시작 메뉴 레이아웃을 동기화할 수 없다. Microsoft 개발자는 사용자가 각 장치에서 동일한 구성을 사용하는 대신 사용하는 각 장치에서 강조하고 싶은 다른 응용 프로그램을 가질 수 있다고 설명하여 변경 사항을 정당화했다. 계정과 연결된 모든 장치에 Windows 앱을 자동으로 설치하는 기능도 제거되었다.[5]
- 시작 메뉴와 최근 파일 목록(작업 표시줄 바로 가기를 마우스 오른쪽 버튼으로 클릭하여 액세스 가능)에서 항목을 끌어다 놓는 것이 더 이상 불가능하다.[6]

### 시스템 구성 요소
- 윈도우 업데이트에 대한 사용자 제어가 제거되었다(엔터프라이즈 버전 제외). 이전 버전에서 사용자는 업데이트가 자동으로 설치되도록 선택하거나 원하는 시간에 업데이트하거나 알림을 받지 않도록 알림을 받을 수 있다. 업데이트에 대한 정보를 사용하여 설치할 업데이트를 선택할 수 있다. Windows 10 Pro 및 Enterprise 사용자는 제한된 시간 동안만 업데이트를 연기하도록 관리자가 구성할 수 있다.[7] 윈도우 최종 사용자 사용권 계약에 따라 사용자는 서비스에서 제공하는 모든 업데이트, 기능 및 드라이버의 자동 설치에 동의하며 기능이 수정 또는 제거될 가능성에 대해 "추가 통지 없이" 묵시적으로 동의한다.[8][9][10] 또한 계약에는 특히 캐나다의 Windows 10 사용자가 인터넷에서 장치의 연결을 끊으면 업데이트를 일시 중지할 수 있다고 명시되어 있다.[11]
- 외부(USB) 플로피 드라이브용 드라이버는 더 이상 통합되지 않으며 별도로 다운로드해야 한다.[12][13]
- 모든 Windows 10 에디션에는 광범위한 언어 지원을 제공하는 글꼴이 포함되어 있지만 일부 아시아 언어(아랍어, 중국어, 힌디어, 일본어, 한국어 등)용 글꼴은 "Windows에서 디스크 공간을 줄이기 위해" 표준 설치에 더 이상 포함되지 않는다. "이 필요하지만 선택적 글꼴 패키지로 무료로 사용할 수 있다. 소프트웨어가 시스템이 구성된 언어 이외의 언어로 텍스트를 호출하고 항상 읽을 수 있는 글리프를 표시하도록 설계된 Windows 글꼴 대체 메커니즘을 사용하지 않는 경우 Windows는 지원되지 않는 문자를 기본 "정의되지 않은" 글리프, 정사각형 또는 직사각형 상자로 표시한다. 또는 내부에 점, 물음표 또는 "x"가 있는 상자이다.[14]

### 미디어 기능
- Windows Media Center는 중단되었으며 이전 버전의 Windows에서 업그레이드할 때 제거된다.[15][12] Media Center를 사용하여 업그레이드된 Windows 설치는 제한적이지만 지정되지 않은 기간 동안 유료 앱 Windows DVD 플레이어를 무료로 받게 된다.[16] Microsoft는 이전에 필요한 DVD 재생 관련 특허 라이선스 비용과 광학 드라이브가 없는 PC의 증가로 인해 Windows 8부터 유료 추가 기능으로 미디어 센터 및 통합 DVD 재생 지원을 격하했다.[17]

### 인터넷 및 네트워킹
- 웹 브라우저는 추가 개입 없이 더 이상 자신을 사용자의 기본값으로 설정할 수 없다. 기본 웹 브라우저 변경은 표면적으로 브라우저 하이재킹 을 방지하기 위해 설정 앱의 "기본 앱" 페이지에서 사용자가 수동으로 수행해야 한다.[18]
- 자녀 보호 기능은 더 이상 Internet Explorer 및 Edge 이외의 브라우저를 지원하지 않으며 허용 목록으로 검색을 제어하는 기능이 제거되었다.[19] 또한 로컬 계정을 제어하는 기능과 컴퓨터에서 허용 및 차단할 응용 프로그램을 검색하는 기능도 제거되었다.

### 번들 소프트웨어
- 식음료, 건강 및 피트니스, 여행 앱은 중단되었다.[20]
- 윈도우 10부터 마이크로소프트는 이(또는 그 이상) 버전에 대해 WinHelp 뷰어를 제공하지 않는다. 다운로드 가능한 구성 요소를 사용하여 WinHelp 파일을 열 수 있었던 Windows의 마지막 버전은 윈도우 8.1이다.[21]

### 이후 버전에서 복원된 기능
- 윈도우 디펜더 는 Windows 8.x에서 파일 탐색기의 컨텍스트 메뉴에 통합될 수 있지만 Microsoft는 처음에 Windows 10에서 통합을 제거하고 사용자 피드백에 대한 응답으로 Windows 10 빌드 10571에서 복원했다.[22]
- 윈도우 8.1에 도입된 OneDrive 기본 제공 동기화 클라이언트는 Windows 10에서 온라인 전용 파일에 대한 오프라인 자리 표시자를 더 이상 지원하지 않는다.[23][24] 이 기능은 Windows 10 버전 1709에서 "주문형 파일"이라는 이름으로 다시 추가되었다.[25]

## 버전 1607에서 제거된 기능
- 사용자가 데이터 수집 및 개인화를 선택하지 않은 경우 Cortana는 이제 기본 웹 및 장치 검색 기능으로 기능 제한 모드에서 작동할 수 있다. 이전 버전에서는 사용자가 Cortana 활성화 권한을 부여하지 않은 경우 Cortana 브랜딩이 없는 일반 "검색" 환경이 표시되었다.[26][27]
- 2016년 4월 Microsoft는 사용자 설정을 의도적으로 무시 하면서 Microsoft Edge 및 Bing 이외의 다른 웹 브라우저 및 검색 엔진 조합을 통해 Cortana 웹 검색을 실행하는 것을 더 이상 허용하지 않을 것이라고 발표했다. 마이크로소프트는 다른 웹 브라우저와 검색 엔진이 "덜 안정적이고 예측 가능한 경험이 저하된" 결과를 초래하며 마이크로소프트 엣지만이 브라우저 자체 내에서 코타나와의 직접 통합을 지원한다고 주장한다.[28][29]
- 버전 1607에서는 Windows 종료, Windows 로그오프 및 Windows 로그인 소리를 변경하는 기능이 숨겨져 있었지만 이러한 기능은 Windows 레지스트리로 이동 하고 EventLabels 폴더 아래에서 값을 0으로 설정하여[30] 그러나 사운드 패널에서 이러한 사운드를 변경해도 Windows 8 이후로는 아무런 효과가 없다.
- 운영 체제에 포함된 광고와 관련된 특정 기능은 그룹 정책과 같은 관리 설정을 사용하여 Windows 10의 비 엔터프라이즈 또는 교육용 버전에서 더 이상 비활성화할 수 없다.[31] Microsoft Store 및 유니버설 Windows 플랫폼 앱 비활성화, "Microsoft 소비자 경험 "(일반적으로 Windows 10을 새로 설치한 후 시작 메뉴 광고 프로모션 Microsoft Store 앱으로 타일을 푸시함), Windows 팁, 잠금 화면 끄기(선택적으로 "스포트라이트" 팁의 일부로 광고를 표시할 수 있음) 또는 강제 특정 잠금 화면 배경. 비평가들은 이 변경이 Windows 10 Pro가 비즈니스 환경에서 사용되지 않도록 하기 위한 것이라고 주장했다. Microsoft는 Windows 10의 엔터프라이즈 버전을 사용하지 않고 관리자가 장치 환경에 대한 제어 권한을 줄였기 때문이다.[31]

- Wi-Fi Sense를 통해 다른 연락처와 Wi-Fi 자격 증명을 공유하는 기능이 제거되었다. 동일한 마이크로소프트 계정에 연결된 장치 간에 Wi-Fi 암호를 계속 동기화할 수 있다.[32]
- AGP 비디오 카드에 대한 지원은 공식 발표 없이 이 버전에서 제거되었다. 버전 1607 이상에서 AGP 비디오 카드를 사용하려고 하면 실패하고 카드와 보드에 따라 카드에 오류 코드 43이 표시되거나 PCI 모드에서 실행된다.[33]

## 버전 1703에서 제거된 기능
- 윈도우 10은 Intel Atom "Clover Trail" 시스템 온칩이 포함된 장치에서 더 이상 지원되지 않는다. 영향을 받는 장치는 1703 또는 Windows 10의 향후 기능 업데이트로 업그레이드되지 않을 수 다. Microsoft는 2023년 1월까지 이러한 장치에 버전 1607(빌드에는 엔터프라이즈 시장을 위한 장기 지원 버전이 있음)용 보안 패치를 계속 제공할 것이다.[34][35]
- 장치가 사용자가 "측정 "으로 지정한 네트워크에 연결된 경우 Windows Update는 더 이상 특정 중요 업데이트의 다운로드를 연기하지 않는다. 업데이트가 데이터 할당을 활용하지 못하도록 방지하기 위한 것이지만 이 동작은 모든 업데이트가 자동으로 다운로드되어야 한다는 요구 사항을 피하기 위해 사용자가 해결 방법으로 사용했다.[36]
- 파편 공격 을 방지하기 위해 Windows Vista에 도입된 Interactive Service Detection 서비스는 1703년에 제거되었다.[37]
- 서류 가방 파일과 쉘 및 동기화 기능이 완전히 제거되었다. 이전에는 Windows 8에서 비활성화되었지만 레지스트리 조정으로 활성화할 수 있었다.[38]

## 버전 1709에서 제거된 기능
- Microsoft는 안전하지 않은 암호화를 인용하고 기술 지원 사기에서 랜섬웨어로 사용이 증가하면서 Syskey 유틸리티가 제거되었다.[39][40]
- SMB1(서버 메시지 블록 버전 1)은 버전 1709에서 기본적으로 비활성화되어 있다. Home 및 Pro 에디션은 SMB1 서버만 비활성화하지만 SMB1 클라이언트는 유지하므로 SMB1 네트워크 공유에 연결할 수 있다. Enterprise 및 Education 버전은 SMB1을 완전히 비활성화한다. 30년 된 이 버전의 프로토콜은 WannaCry 랜섬웨어 공격으로 악명을 얻었지만 Microsoft는 이전에도 사용을 권장하지 않았다.[41]
- 3D Builder는 더 이상 기본적으로 설치되지 않는다. 그러나 여전히 Microsoft Store에서 다운로드할 수 있다.[42]

## 버전 1803에서 제거된 기능
- Windows Vista에서 처음 사용되었던 게임 탐색기가 제거되었다.[43]
- Windows 8에 처음 도입된 제어판의 언어 옵션이 Windows 설정으로 이동되었다.[44]

- 기본적으로 Windows 10은 더 이상 RegBack 폴더 의 레지스트리를 자동으로 백업하지 않는다. Microsoft는 대신 시스템 복원을 사용할 것을 권장한다.[45]

- Windows 7에 처음 도입된 홈 네트워크 파일 공유 기능인 HomeGroup이 제거되었다.[46]

- XPS Viewer는 더 이상 새 설치에 기본적으로 설치되지 않는다.[46]
- Phone Companion 앱은 더 이상 사용되지 않으며 해당 기능이 설정 앱으로 이동되었다.[46]

## 버전 1809에서 제거된 기능
- Windows 10 설정에서는 설정 과정에서 PC가 인터넷에 연결할 수 있는 경우 마이크로소프트 계정에 연결되지 않은 로컬 사용자 계정을 만들기가 더 어려워졌다.[47]

- 홀로그램 앱은 혼합 현실 뷰어로 대체되었다.[48]

## 버전 1903에서 제거된 기능
- 메시징 앱 데스크톱 버전의 동기화 기능이 제거되었다.[49]
- 그림판의 "제품 경고" 단추가 제거되었다.

## 버전 1909에서 제거된 기능
- 작업 표시줄 설정의 로밍이 제거되었다.[50]
- PNRP(피어 이름 확인 프로토콜 ) 클라우드 서비스는 Windows 10 버전 1809에서 제거되었다. 해당 API를 제거하여 제거 프로세스를 완료할 계획이다.[50]
- 탐색기 검색 상자는 더 이상 고급 쿼리 구문에 대한 키워드를 표시하지 않으며 Windows 검색용 고급 쿼리 구문을 계속 사용할 수 있지만 해당 값을 채우지 않는다.

## 버전 2004에서 제거된 기능
- 음악 및 Connected Home과 같은 Cortana의 특정 기능이 제거되었다.[50]
- Windows To Go가 제거되었다.[50]
- 모바일 요금제 및 메시징 앱은 비 셀룰러 장치에 대해 제거되며 기본적으로 설치되지 않는다.[50]

## 더 이상 사용되지 않는 기능
마이크로소프트는 더 이상 적극적으로 개발되지 않는 Windows 기능 목록을 게시했다. 마이크로소프트는 이러한 기능이 향후 Windows 10 업데이트에서 제거될 수 있다고 밝혔다.
- My People in the shell은 더 이상 개발되지 않는다.
- LBFO의 Hyper-V vSwitch(Switch Embedded Teaming을 통해 바인딩됨)
- UWP 앱용 패키지 상태 로밍 (Azure App Service로 대체됨)
- ReFS (볼륨은 Windows 10 Pro for Workstations 및 Enterprise 에서만 생성할 수 있음)
- 캡처 도구 (스토어 앱 캡처 및 스케치로 대체됨)
- 피드백 허브의 언어 커뮤니티 탭
- 소프트웨어 제한 정책(주로 AppLocker 및 Windows Defender Application Control로 대체됨)
- 시스템 이미지 백업
- 인터넷 익스플로러
- 생체 인식을 사용할 수 없을 때 Windows 로그온 잠금을 해제하기 위한 외부 장치용 Windows Hello 도우미 장치 프레임워크 API
- 동적 디스크(향후 업데이트에서 저장소 공간으로 대체됨)
- 수학 입력 패널 (향후 업데이트에서 수학 인식으로 대체됨)

## 같이 보기
- 윈도우 10